# سقوط کردن (فیلم ۲۰۰۹)
سقوط کردن (به انگلیسی: Falling Up) یا در طلایی (به انگلیسی: The Golden Door) فیلمی محصول سال ۲۰۰۹ و به کارگردانی دیوید ام. روزنتال است. در این فیلم بازیگرانی همچون جوزف کراس، سارا رومر، اسنوپ داگ، ریچل لی کوک، کلودت لالی، جو پانتولیانو، میمی راجرز، انت اوتول، دنیل نیومن، ساموئل پیج، فرانکی شا، گوردون کلپ، جیم پوداک، پیتر جیسون، اجای نایدو و سم پنکیک ایفای نقش کرده‌اند.